# Büren an der Aare
Büren an der Aare és un municipi del cantó de Berna (Suïssa), situat al districte administratiu del Seeland i a l'antic districte de Büren.